# 8318 Averroes
8318 Averroes este o planetă minoră (asteroid), cu un diametru de 10,159 km, din centura de asteroizi. A fost descoperită pe 29 septembrie 1973 la Observatorul Palomar de Cornelis Johannes van Houten și a fost numită după Averroes. 
Obiectul prezintă o orbită caracterizată de o semiaxă mare de 3,1824486 UAi, o excentricitate de 0,16, o înclinație de 0,51679 ° în raport cu ecliptica.